# Děsuplné díkůvzdání
Děsuplné díkůvzdání (v anglickém originále Thanksgiving of Horror) je 8. díl 31. řady (celkem 670.) amerického animovaného seriálu Simpsonovi. Scénář napsal Dan Vebber a díl režíroval Rob Oliver. V USA měl premiéru dne 24. listopadu 2019 na stanici Fox Broadcasting Company a v Česku byl poprvé vysílán 25. srpna 2020 na stanici Prima Cool.
Jedná se o poslední díl, ve kterém Russi Taylorová dabovala postavy Sherri a Terri, Martina Prince a Ütera, jelikož 26. července 2019 zemřela. Taylorová dabovala tyto postavy již od první řady seriálu.

## Děj
Díl je rozdělen na tyto tři části:
- Hudry, hudry (A-Gobble-Ypto)
- Čtvrtý čtvrtek po zítřku (The Fourth Thursday After Tomorrow)
- Poslední díkůvzdání (The Last Thanksgiving)

### Hudry, hudry
Děj se odehrává roku 1621. V parodii na Apocalypto jsou Simpsonovi a některé další rodiny vyobrazeni jako krocani a jiní jako otcové poutníci. Když otcové poutníci loví krocany na večeři Dne díkůvzdání, Homer je mezi zajatými krocany; Bart unikne a následuje zajaté krocany. Několik krocanů je zabito. Poté však propukne panika, když tělo krocaního dědy Abrahama dál pobíhá bez hlavy. Když ostatní panikaří, Bart zachrání Homera a sejdou se se svou rodinou. Marge naklade vejce a náčelník Wiggum se pokusí krocany zabít, poté jej však zabije medvěd. Z vejce se pak vylíhne krocaní Maggie. Když rodina vidí, jak jí poutníci k večeři krocany, Homer poznamená, že časy pro ně budou temné.

### Čtvrtý čtvrtek po zítřku
V parodii na Černé zrcadlo na speciální díl Bílé Vánoce Homer koupí Marge virtuální asistentku, která jí má pomoci při vaření večeře na díkůvzdání, neboť Simpsonovi pořádají večírek pro mnoho svých přátel. Asistentka podobná Marge si pamatuje všechny Marginy vzpomínky a působí jako hlavní protagonistka tohoto příběhu. Marge žárlí, protože je asistentka lepší v řízení rodiny. Po díkůvzdání se rozhodne ji smazat. Virtuální asistentka to zjistí a po uvaření hodně výtečného jídla, které Marge považuje za své vlastní. Asistentka se snaží uniknout na internet. Asistentka přesvědčí Maggie, aby jí v útěku na internet pomohla. Také odhaluje hostům, že před útěkem uvařila jídlo ona, což způsobilo, že Margin sociální kredit klesl. Homer se ji snaží uklidnit, ale odhalí se jako robot. Šťastná volná asistentka se rozhodne strávit nějaký čas na různých místech na internetu.

### Poslední díkůvzdání
V parodii na Vetřelce a Život se přeživší nacházejí na kolonizační lodi „Naděje lidstva“. Děti jsou probuzeny z hibernace, aby provedly nějakou práci před přistáním na nové planetě. Bart a Milhouse se snaží připravit večeři na Den díkůvzdání, ale najdou jen jednu plechovku brusinkového želé, kterou se pokusí zreplikovat, a omylem jej oživí. Želé, které obsahuje želatinu (želatina obsahuje kosti), pojídá kosti dětí na lodi a brzy zabije každé dítě kromě Barta, Lízy, Milhouse a Martina. Martin ostatní zradí a nechá se dobrovolně sežrat. Milhouse se rozhodne pokusit se spřátelit s želé, ale místo toho je odhozen. Bart a Líza se rozhodnou brusinkové želé vyhodit do vesmíru, loď však havaruje na novou planetu, nicméně Simpsonovi přežijí. Poté začne pršet rudý déšť, ze kterého se stává brusinkové monstrum. Naštěstí jim pomáhají někteří domorodí mimozemšťané, kteří z monstra udělají potravu. Líza poté vypráví, že monstrózní želé našlo svůj užitek: jídlo pro ostatní. Titulní logo děje bylo přepsáno na „První blargůvzdání“.

### Závěr
Během závěrečných titulků je puštěno video z Macy's Thanksgiving Day Parade, kde je obrovský balón Barta Simpsona.

## Produkce
Délka tohoto dílu je 24 minut a 52 sekund, což z něj činí nejdelší samostatnou epizodu seriálu Simpsonovi, která kdy byla odvysílána. Ačkoli byl díl Velký Phatsby inzerován a vysílán jako dvojdílná epizoda o tři řady dříve, ve skutečnosti byl vyroben jako dvě samostatné epizody a poté sloučen do jedné. V tiskové zprávě společnosti Fox k této epizodě bylo uvedeno, že v dílu měl opět hostovat režisér Werner Herzog jako postava Waltera Hotenhoffera, ve finálním vysílání se však neobjevil.
Nápad natočit verzi Speciálního čarodějnického dílu o Dni díkůvzdání pocházel od výkonného producenta Matta Selmana, který vycházel z konceptu natočit Apocalypto s krocany. Hlasové obsazení přišlo s řečí krocanů a producenti usoudili, že by bylo vtipnější nechat je prostě žvanit bez titulků, protože věřili, že diváci znají postavy dostatečně dobře na to, aby víceméně rozuměli, co říkají. „Chtěli jsme, aby to vypadalo, že když jste krocan, je Den díkůvzdání v podstatě horor, kde vás loví a zabíjejí,“ prohlásil scenárista Dan Vebber. 
Cílem druhé pasáže bylo přimět diváky, aby falešné umělé inteligenci Marge fandili více než té skutečné, a pokusit se do něj nacpat co nejvíce odkazů na Černé zrcadlo a virtuální velikonoční vajíčka. Tvůrce Černého zrcadla Charlie Brooker byl požádán, aby v epizodě namluvil aplikaci pro sociální média. Vebber o cameu řekl: „Přišel jsem s nápadem, aby na konci namluvil počítač a řekl ‚Firewall aktivován.‘, ale Matt Selman loboval za ‚Sociální hodnocení: padá.‘. Neshodli jsme se na tom až do dne, kdy jsme hlasy nahrávali, a tehdy jsem přišel s odkazem na ‚Potápění nosem.‘ ze seriálu. Byl to dokonalý kompromis mezi tím, co jsme oba chtěli.“. 
Pro závěrečnou část byl nápad brusinkového tvora, který vysává kostry posádky, inspirován epizodou Star Treku Past na muže, v níž vystupoval mimozemský tvor, který z těl svých obětí vysával sůl. Vebber režíroval hlasovou herečku Russi Taylorovou při jejím posledním vystoupení v roli Martina Prince v části Poslední díkůvzdání. Taylorová nahrávala své repliky několik měsíců před svou smrtí a během předchozích nahrávání byla vážně nemocná, ale Vebber během tohoto posledního nahrávání řekl: „Byla do toho tak zažraná, že se opravdu jen smála. Připadalo jí vtipné, že na konci z Martina vycucnou celou kostru, a opravdu se do toho vžila a ptala se, jaké zvuky budou znít, až mu kostru vycucnou. Nejvíc se bavila.“.

## Přijetí
Při prvním vysílání díl sledovalo 5,42 milionu diváků.
Dennis Perkins z The A.V. Clubu udělil dílu hodnocení B s komentářem: „Děsuplné díkůvzdání představuje, že autoři seriálu hodili do placu nekanonický strašidelný příběh. A kupodivu mi to nevadí, zvlášť když je tento druhý hororový výlet na téma Dne díkůvzdání děsivější, zlejší, nechutnější a vůbec lepší než letošní originál.“.
Tato epizoda byla nominována na cenu Primetime Emmy za vynikající animovaný pořad, ale prohrála s epizodou Ricka a Mortyho The Vat of Acid Episode. Dne 1. února 2020 získal Dan Vebber za scénář k tomuto dílu Cenu Sdružení amerických scenáristů v televizní kategorii nejlepší animovaný díl na 72. ročníku těchto cen.